# Kitamoto

Kitamoto (北本市 Kitamoto-shi?) este un municipiu din Japonia, prefectura Saitama.